# Casual (sottocultura)

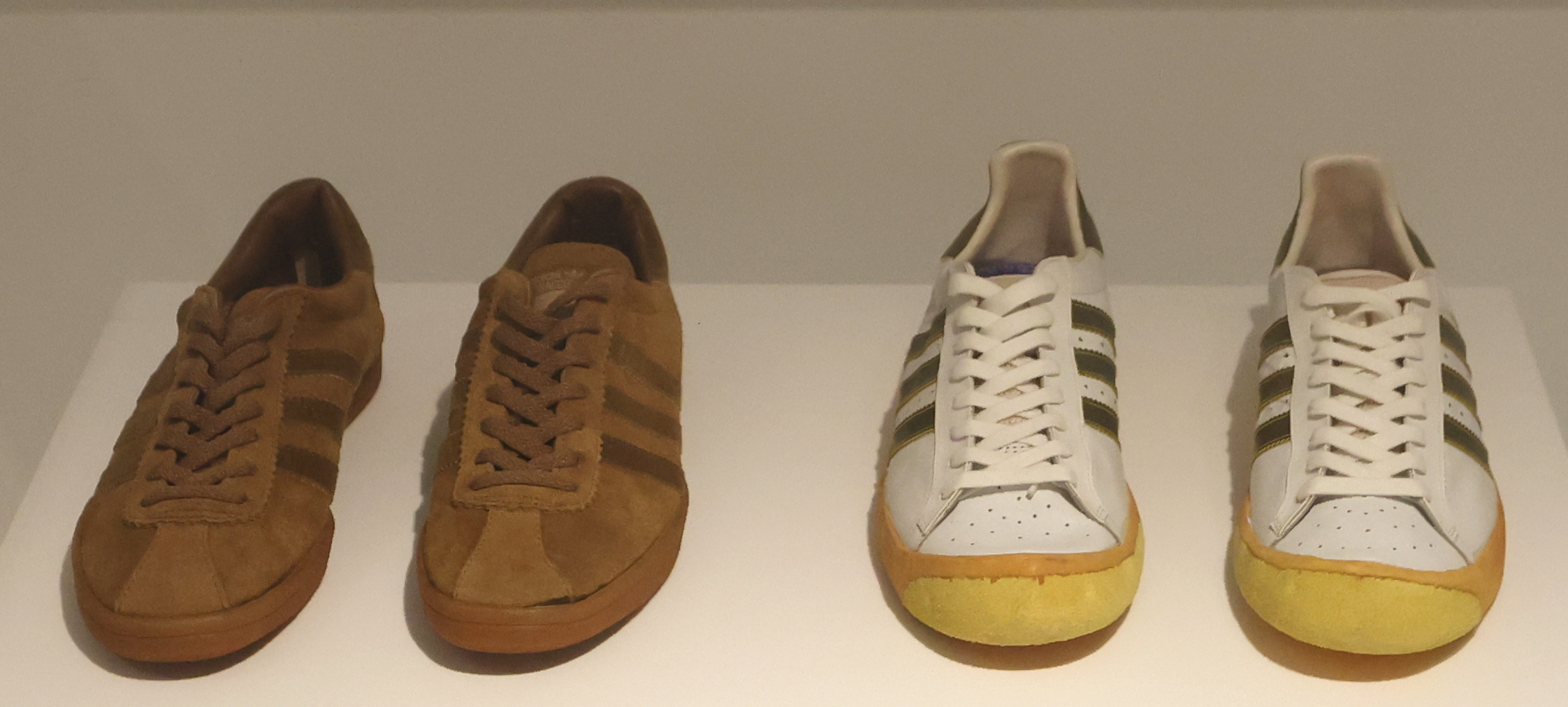
Adidas tobacco e Forrest Hills sono due esempi di scarpe che contraddistinguono la cultura casual

Il casual è un movimento subculturale nato all'inizio degli anni ottanta nel Regno Unito.
La genesi del movimento va ricercata nelle terrace, ovvero le gradinate degli stadi inglesi, frequentate da gruppi di ragazzi facinorosi (hooligan) che cercavano il contatto con gli avversari e con la polizia: questi gruppi erano formati in prevalenza da skinhead e hard mod. A causa dell'appariscenza del vestiario skinhead però, questi gruppi venivano sempre più facilmente localizzati dalla polizia e quindi repressi.
Nacque così l'esigenza di adottare un aspetto esteriore che non desse nell'occhio e non presentasse nessun riferimento alla propria squadra, in modo da non esser notati nella folla dei tifosi pacifici e differenziarsi dagli hooligans.

## Storia

### Prima ondata
Il movimento, secondo la maggioranza degli osservatori, prese il via nel nord dell'Inghilterra e precisamente a Liverpool (ma non solo, si veda ad esempio i Perry boys di Manchester e gli Aberdeen Soccer Casuals appunto nella città di Aberdeen).
La prova più evidente consta nella grande influenza che gli hooligan del Liverpool  ebbero nel look dei primi casual: Fila, Sergio Tacchini, Ellesse, Lacoste, tutte marche che portarono in patria dalle frequenti trasferte in Italia e in Francia.
Intanto il fenomeno casual da semplice modo di vestire diventò una vera e propria sottocultura, dominata da due elementi principali: il vestirsi seguendo uno stile e la violenza allo stadio (chiaramente, affondando le proprie radici rispettivamente nelle culture mod e skinhead, elemento caratteristico è anche l'interesse verso la musica, ed i suoni prediletti riguardano il punk, il power pop e il mod revival, con l'aggiungersi successivamente della new wave, dell'indie rock, dell'acid house e del britpop). Una caratteristica dei casual fu quella di cambiare sempre marche di abbigliamento, pur rimanendo chiaramente all'interno del proprio stile: nel corso degli anni sono stati adottati decine di nuovi marchi come ad esempio Ben Sherman, Henry Lloyd, Paul & Shark, Lyle & Scott, Berghaus, Gabicci, Ralph Lauren, Henry Cotton, Fjall Raven, Merc Clothing e tante altre, anche se nell'immaginario collettivo la sottocultura rimane legata all'alloro della Fred Perry, al "quadrettato" Burberry e Aquascutum e ai capi di Stone Island, C.P. Company e Barbour, che sono ovviamente le marche predilette. Altra scelta d'abbigliamento propria della sottocultura casual, tra la seconda metà degli anni '80 e la prima degli anni '90, sono le scarpe assolutamente bianche (Adidas Stan Smith, Diadora Ed Moses e Borg Elite, Fred Perry, Lacoste e poche altre) col tempo se ne sono aggiunte molte altre, modelli degli anni 80 usati e riprodotti dall'Adidas ancora oggi con grande successo: su tutti Trimm Trab, Forest Hills, Gazelle, Samba, le ZX 750 (raramente le 850), l'ormai famosa City Series e alcuni modelli della New Balance.

### Ondate successive
La seconda ondata casual iniziò nei primi anni '90 diffondendosi in tutta Europa, in nazioni come Francia, Paesi Bassi, Belgio, Germania.
La terza ondata casual partì sul finire degli anni '90 e cominciò a prendere piede in quei paesi dell'Europa meridionale fino ad allora interessati solo dal fenomeno ultras (salvo rare eccezioni, come ad esempio la tifoseria del Chieti e dell'Hellas Verona ): Italia, Spagna, Grecia, Serbia e Croazia.
Ad oggi in questi ultimi paesi si assiste a uno strano connubio tra le sottoculture ultras e casual: molti gruppi pur mantenendo gli striscioni, uno dei simboli del movimento ultras, adottano un look e un modo di agire propriamente casual, come evitare la scorta e usare i mezzi propri per recarsi in trasferta.

### Anni duemila
Una nuova pagina del "movimento casual", nasce dalla necessità di mutare per rendersi meno riconoscibili, si ispira al mondo dell'outdoor e dell'alpinismo, in generale adottando uno stile più sobrio: materiali come il velluto o il tweed abbinati a giacche tecniche (Berghaus, Patagonia, Mountain Equipment, FjallRaven, North Face) in una continua ricerca di tessuti e marche meno “mainstream” possibili e con scarpe più classiche a sostituire le trainers utilizzate negli anni 80, 90 e 2000 (Clarks, Mephisto, Jacoform, Timberland e scarponcini e boat shoes di diverso tipo). Questa nuova ondata è stata sicuramente influenzata e agevolata anche dal mondo dei social network, anche se le adidas classiche stile anni 60, 70, 80 e 90 o le classiche Stan Smith bianche continuano a farla da padrone.

## Casual in Italia
Il movimento casual si diffuse nelle curve italiane a cavallo tra la fine degli anni '90 e gli inizi del nuovo millennio (a parte la già citata eccezione riguardante la tifoseria veronese che si può inquadrare nella seconda ondata casual).
I principali centri di sviluppo furono Verona e le grandi città, Roma e Milano in testa, seguite da Torino, Firenze e Piacenza ed altre città con squadre che militano in serie minori in Lombardia, Triveneto e Sud Italia (in particolare Chieti). Si propagò poi al Sud con Napoli in testa.
Ultimamente il fenomeno casual è dilagato in tutta la realtà calcistica italiana, e gruppi d'ispirazione casual si possono trovare in tutta la penisola e nelle isole, anche se sono soprattutto presenti nel Settentrione del paese.
Bisogna specificare però una peculiarità del "movimento casual italiano", contraddistinto nella maggior parte dei casi da una sorta di mix tra il classico stile ultras italiano e quello casual d'oltremanica. Non è raro affatto trovare striscioni (o cosiddette "pezze") dietro il quale si trovano ragazzi vestiti appunto nel classico stile casual, creando quindi una sorta di punto di incontro tra le due sottoculture.